# 산나촌
산나촌(山南村)은 일본 히로시마현 누마쿠마군에 설치되었던 촌이다. 현재의 후쿠야마시의 일부에 해당한다.